# Интеркуррентное заболевание
Интеркурре́нтное заболева́ние (от лат. intercurrens, -ntis — бегущий между, вмешивающийся) — случайно присоединяющаяся болезнь, осложняющая течение основного заболевания.
Медицинский термин, используется как правило в паре «интеркуррентное заболевание». Под интеркуррентным понимается острое заболевание, развившееся на фоне уже имеющегося хронического заболевания. На практике чаще всего в качестве интеркуррентных заболеваний рассматриваются острые инфекции (хотя это могут быть любые острые расстройства здоровья). Например: пациент наблюдается по поводу бронхиальной астмы и заболевает ОРВИ (последнее и будет считаться интеркуррентным). На фоне интеркуррентного заболевания может происходить обострение основного хронического заболевания (например, обострение бронхиальной астмы на фоне ОРВИ) или его декомпенсация (например декомпенсация сахарного диабета на фоне острой кишечной инфекции). Не следует рассматривать как интеркуррентное заболевание осложнения хронического заболевания (интеркуррентное заболевание имеет собственную независимую этиологию). От интеркуррентного заболевания следует отличать явление коморбидности (наличие двух хронических заболеваний), интеркуррентным может являться только острое заболевание. В рамках диагноза, интеркуррентное заболевание может занимать место сопутствующего (или основного).